# Emericella undulata
Emericella undulata är en svampart som beskrevs av H.Z. Kong & Z.T. Qi 1986. Emericella undulata ingår i släktet Emericella och familjen Trichocomaceae.   Inga underarter finns listade i Catalogue of Life.